# 그림자 의원
그림자 의원(Shadow_congressperson)은 미국의 준주를 대표하는 의원이다. 과거에는 미국 의회에서 준주가 상원의원과 하원의원을 미리 선출하고, 주로 승격되면 의원이 미국 연방의원으로 취임할 수 있게 하였다.
현재는 워싱턴 DC와 푸에르토리코에서 그림자 의원을 임명한다. 미국 의회의 승인을 받지 못했으므로 워싱턴 DC가 주로 승격된다고 해서 바로 연방의원이 되지 못할 수 있다.